# 물리학의 역사
물리학은 물질의 구조, 운동과 그 때문에 일어나는 현상을 분석하는 학문이다. 이는 과학 중에서도 제일 오랜 역사를 가지고 있다. 이는 고대 천문학 지식에서도 유래하지만, 처음으로 물리학에 관해 출판된 것은 아리스토텔레스의 《자연학》이다.

## 실험 물리학과 물리적 광학의 태동
경험적 방법을 이용해 지식을 얻는 방법은,2세기 로마 이집트에서 클라우디오스 프톨레마이오스가 빛의 반사, 굴절, 쌍안시에 대한 연구를 하면서이다. 그는 플라톤적 사고방식을 따랐기 때문에, 자신의 이론을 입증하지 않는 실험 결과는 버리거나, 다른 합리화를 시도했다. 그의 잘못된 빛의 복사이론은 10세기까지 광학 발전에 장애물이 되었다. 이븐 알하이삼은 프톨레마이오스의 광학 이론에 반대하며 빛이 사실 물체로부터 우리 눈에 들어오기 때문에 우리가 물체를 볼 수 있다는 새로운 광학 이론을 제시했다.

## 고전 역학의 관성

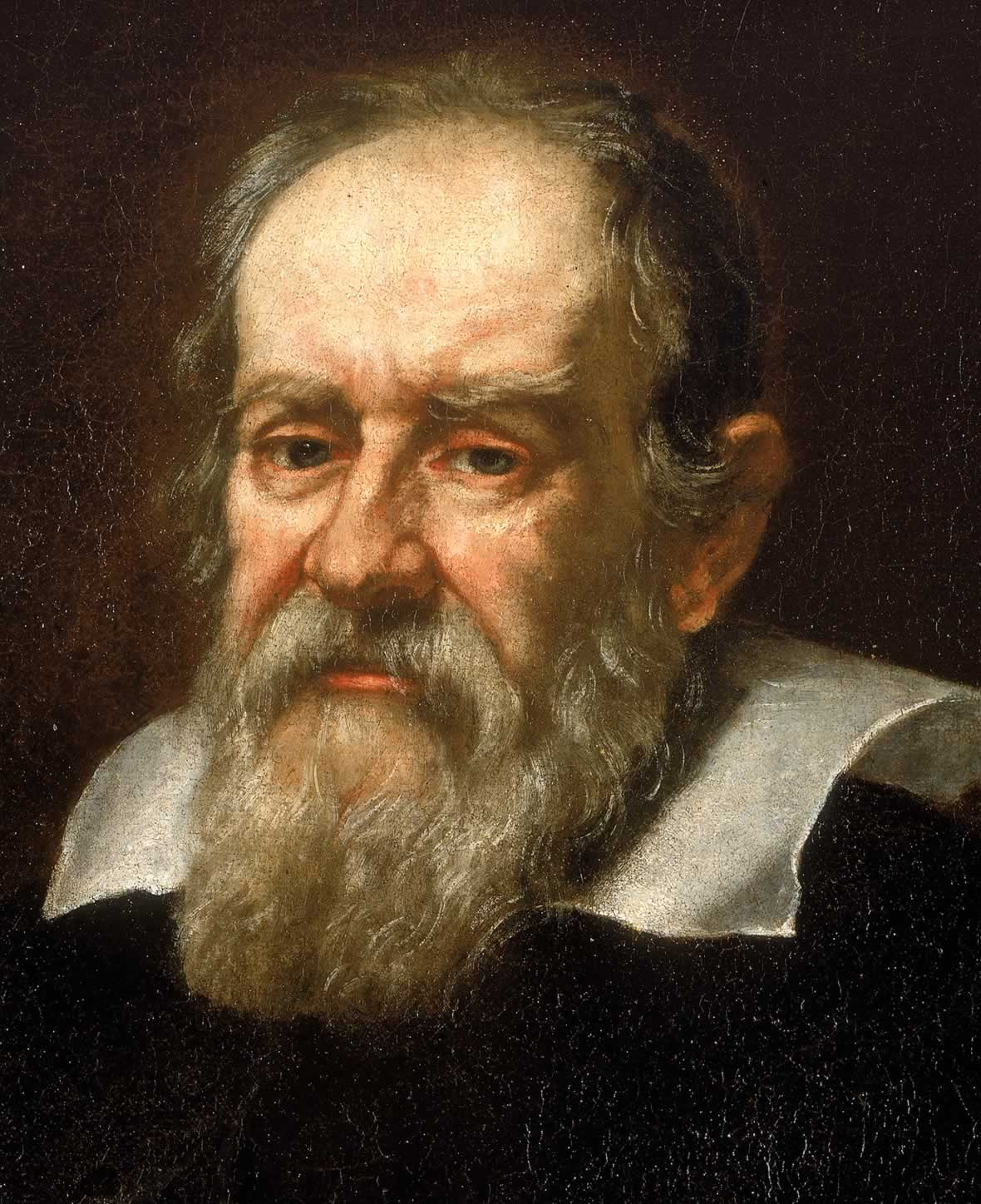
갈릴레오 갈릴레이 (1564-1642)

7세기에, 자연 철학이 태동하며, 스콜라 주의의 물리학의 패러다임을 비판했다. 여기서 주장한 것은, 수학을 도구로 이용해서 자연의 움직임을 표현하고, 예측할 수 있으며, 이는 전 우주에 대해서 동일하게 적용할 수 있을 것이라는 믿음이었다. 당시에는 갈릴레오 갈릴레이가 이 자연철학 학파의 중심역할을 하고 있었다.
갈릴레이는 1609년, 자신이 발명한 망원경을 이용해, 목성의 위성을 관측하고, 메디치가의 수학자, 철학자 등용에 응시하기 위해 1610년에 《별의 메신저와의 대화》에 이 결과를 출판한다. 결과는 성공해서, 그는 많은 청중 앞에서 아리스토텔레스 전통을 지지하던 철학자들과 논쟁을 벌이는 일을 하게 된다.
이후 데카르트 학파와 운동철학이 등장하였다.
또한 17세기 중반에 빛의 경로를 설명하는 페르마의 원리(1662년 피에르 드 페르마)가 등장하였다.

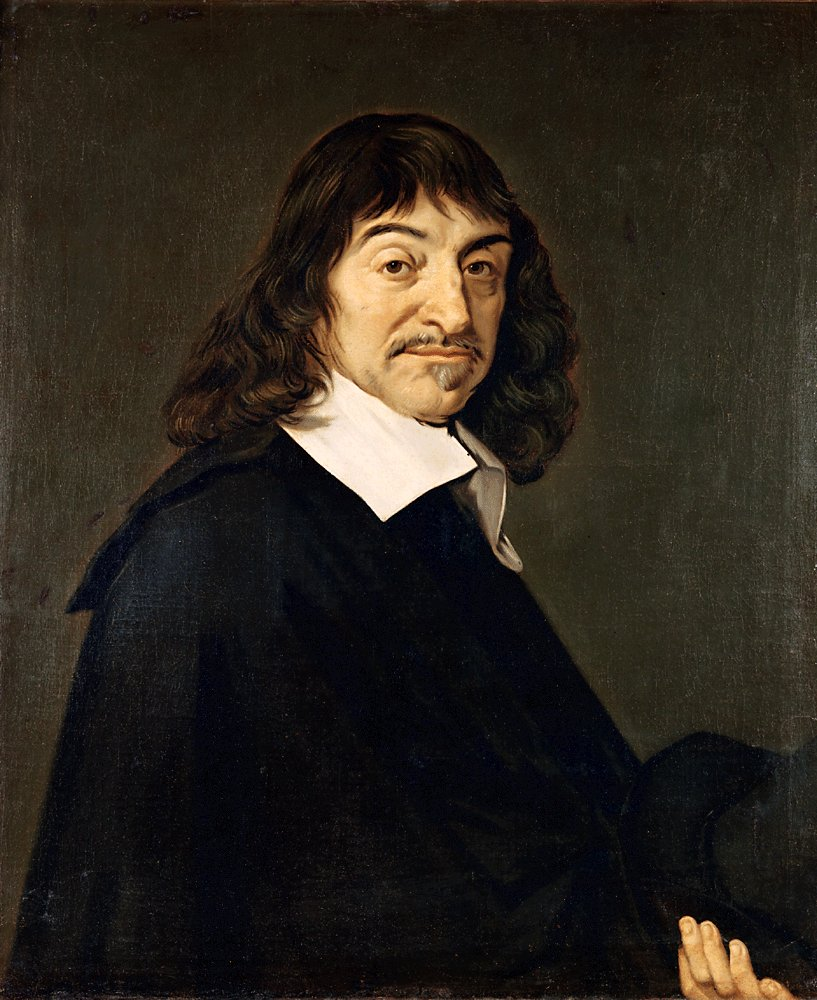
르네 데카르트 (1596-1650)

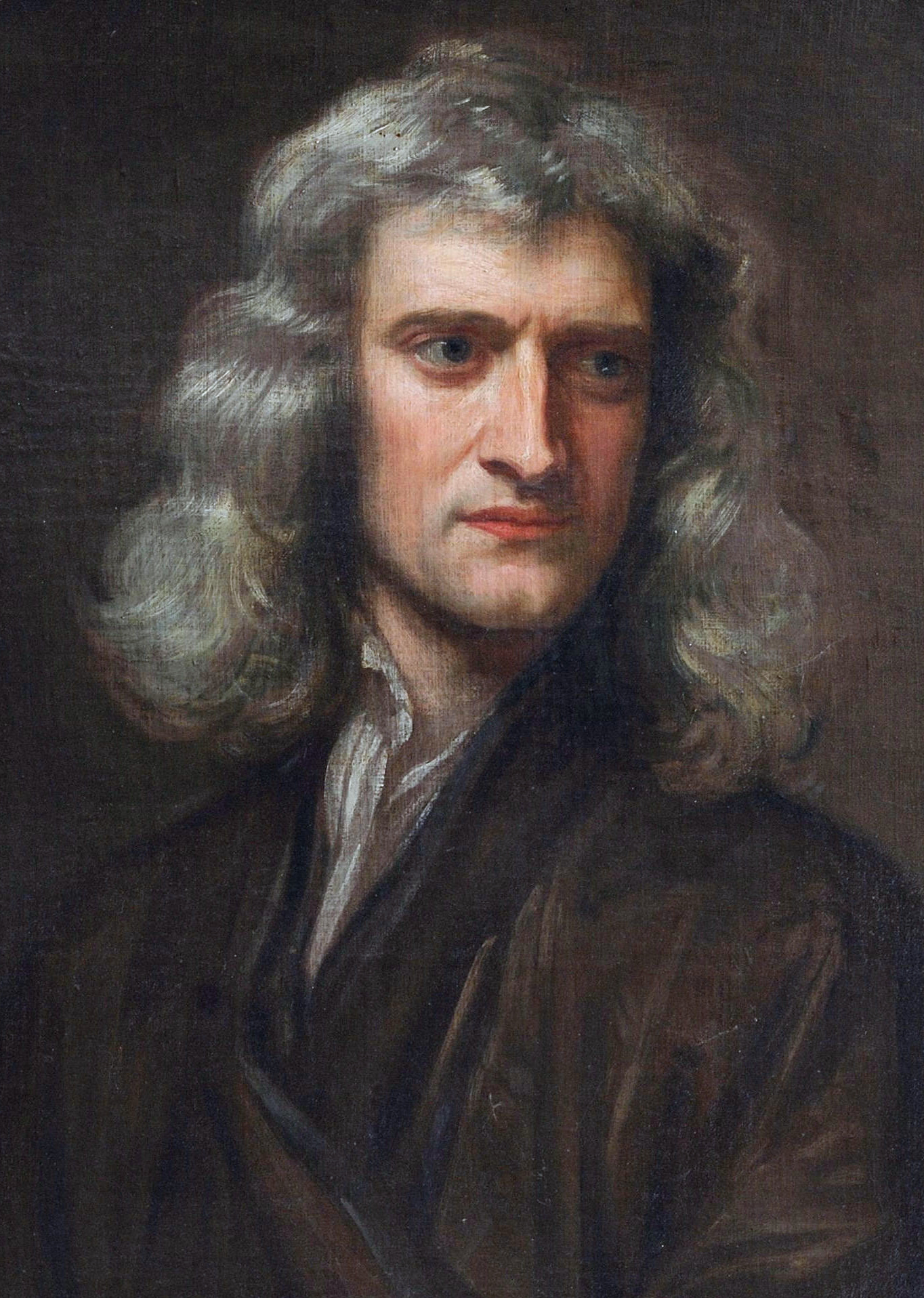
아이작 뉴턴 경, (1643-1727)

17세기 말에서 18세기 초에, 케임브리지 대학교의 수학자겸 물리학자 아이작 뉴턴의 학파가 데카르트 학파의 운동철학을 비판한다. 뉴턴은 전 우주의 운동을 단순한 세가지 뉴턴의 운동법칙으로 기술한다. 이는 자연철학의 수학적 원리(프린키피아) 에 출판된다.

## 18세기 역학

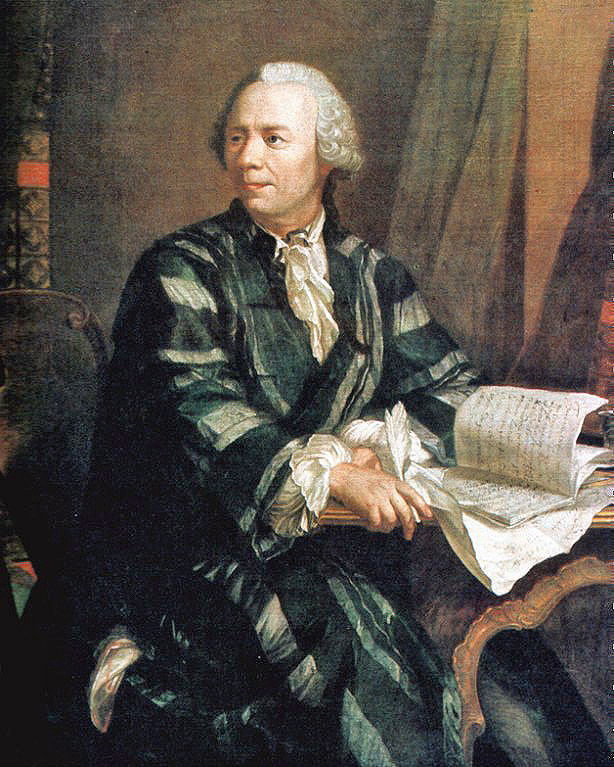
레온하르트 오일러, (1707-1783)

아이작 뉴턴이 미적분학을 통해 역학을 훌륭히 설명한 이후로, 여러 수학자들 (다니엘 베르누이, 레온하르트 오일러, 조제프루이 라그랑주, 피에르 시몽 라플라스 등)이 역학을 더욱 세련되게 만들었다. 특히, 뉴턴 이전에 수학자 페르마가 말한 "빛은 시간이 최소한으로 걸리는 경로를 지난다."라는 페르마의 원리에 담긴 핵심적 의미가 모페르튀, 레온하르트 오일러, 조제프루이 라그랑주까지 이어져 라그랑주 역학이 탄생했다. 이 원리는 현대적으로 바뀌어 일반상대성이론의 아인슈타인-힐베르트 작용이나 양자장론의 라그랑주 밀도 같은 모습으로 여전히 핵심적인 역할을 하고 있다.

## 전자기학

제임스 클러크 맥스웰 (1831-1879)

1785년 쿨롱이 실험을 통해 전기력은 두 전하량의 곱에 비례하고, 그들 사이의 거리의 제곱에 반비례한다는 쿨롱의 법칙을 발견하였다.
1799년에는 볼타가 연속 전류를 공급해 줄 수 있는 최초의 전지인 볼타 전지를 만들었다. 이를 발전시켜 오늘날의 건전지가 만들어지고 있다.
외르스테드는 전류가 흐르면 자기장이 생성된다는 것을 발견하였다. 이 발견으로 그 동안 별개의 것으로 취급되었던 전기와 자기를 통합시키는 생각을 하게 되었다. 이를 앙페르는 수학적으로 전기와 자기를 관련시켜 앙페르 회로 법칙을 만들어냈다.
패러데이는 로런츠가 수학적으로 증명했던 전류가 자기에 미치는 영향을 통해 1831년 전자기 유도 법칙을 발견하였다. 이는 위와는 반대로 자기장을 통해 전류를 유도시키는 법칙이다. 이것은 오늘날의 변압기와 유사한 장치를 사용하여 증명되었다. 또한 1845년에는 반자성 성질과 광자기 회전효과를 실험적으로 발견하였다. 이러한 과정에서 자기장의 개념을 발전시켜 자기력선의 개념을 처음 도입하였다. 이후에 1852년 《자기력선의 물리적 특성》이라는 패러데이가 쓴 논문에서 자기력선을 실존을 주장했다.
초기 맥스웰은 패러데이의 자기력선에 대해 기하학적인 표현으로 보았다. 맥스웰은 소용돌이 매커니즘을 도입하면서 패러데이의 자기력선을 물리적으로 취급하기 시작한다.
그리고 가우스는 전기와 자기의 근원에 대한 법칙인 전기의 가우스 법칙과 자기의 가우스 자기 법칙을 발견하였다. 이는 전기장은 고립된 전하에서 나오거나(양전하) 들어가며(음전하), 자기장은 전기장과 같은 고립자극이 없다는 것을 뜻한다.
이후에 1861년 《물리적 역선에 관해서》라는 논문에서 전자기력에 대해 역학적으로 해석하게 된다. 또한 전기 입자들이 소용돌이 모양의 회전을 하고 이 회전이 물리적 실재를 표현한다고 주장한다. 여기서 중요한 점은 전자기장을 유체역학적으로 해석한 것이다. 맥스웰은 광학과 전자기학의 통합을 예견했다.
| “ | 빛은 전기와 자기 상이 원인인 같은 매질의 횡파로 구성되어있다.    | ” |
|   | — 맥스웰, 1861년 필로소피컬 매거진 21의 《물리적 역선에 관해서》 |   |

그리고 그는 그리고 앙페르 회로 법칙에 잘못된 점을 발견하고 이를 수정하였다.
이후에 맥스웰은 빛을 전자기학의 의미에서 해석하게 된다. 이러한 연구를 바탕으로 1873년 《전자기론》이라는 책을 출판하고 맥스웰의 전자기학이 완성되었다.
이후 1884년 헤비사이드가 정리하여 오늘날의 맥스웰 방정식이 나오게 되었다.

## 열역학과 통계물리

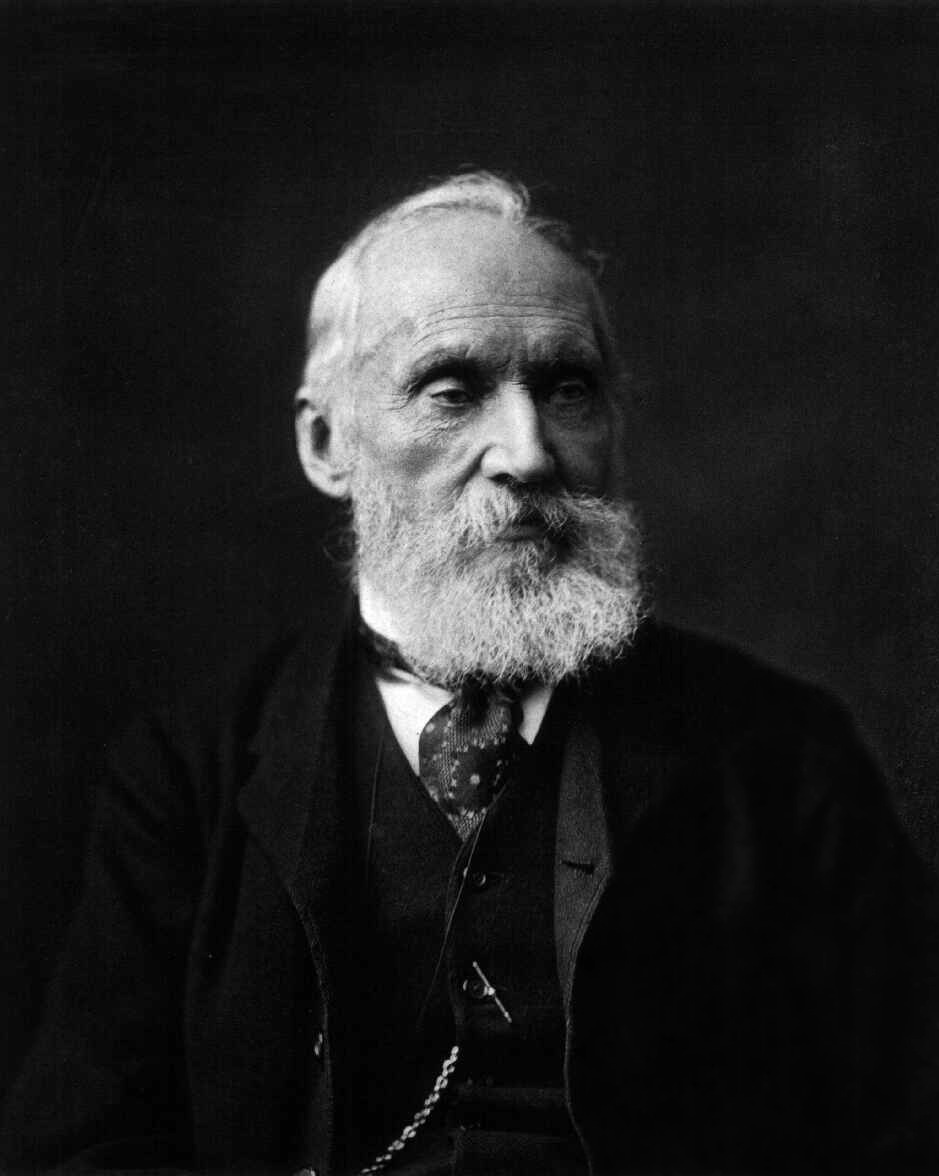
윌리엄 톰슨 (1824-1907), 후에 켈빈 경

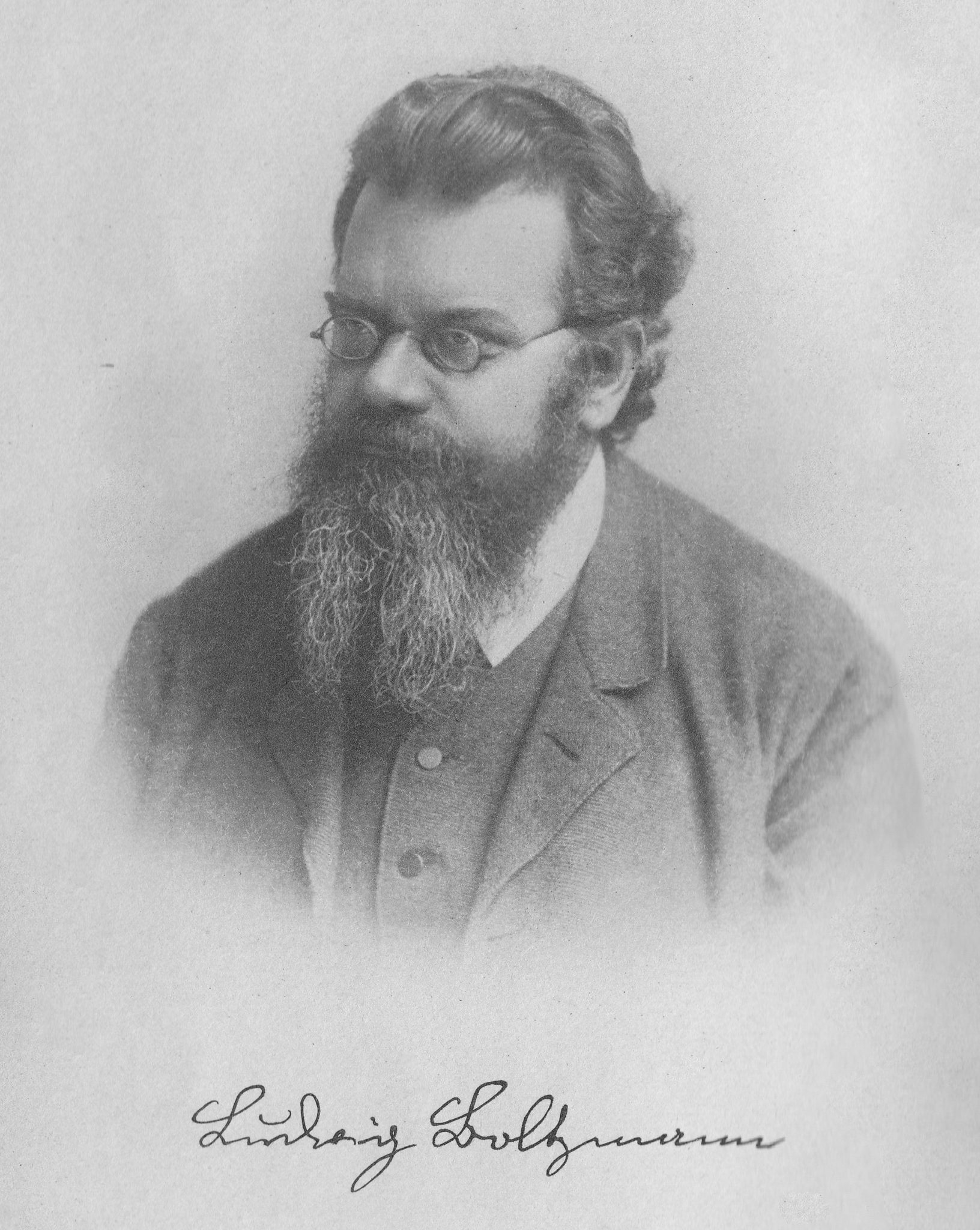
루트비히 볼츠만 (1844-1906)

1662년 영국의 보일이 부피와 압력이 반비례함을 말하는 보일의 법칙을 발견했으며, 1787년 샤를이 부피와 온도가 비례함을 보여주는 샤를의 법칙을 발견하였다. 후에 게이뤼삭이 다시 샤를의 법칙을 재발견하였기 때문에 이 법칙은 샤를과 게이뤼삭의 법칙이라고 불리기도 한다. 이후 클라페이론이 이 식을 조합하여 이상 기체 상태방정식을 만들었으며, 판데르발스가 반데발스의 상태방정식을 만들어 실제 유체의 행동을 근사적으로 나타내었다.
클라우지우스는 에너지 보존 법칙에 따라 열역학 제1법칙과 열역학 제2법칙 만들었다. 그는 또한 열역학과 통계역학의 중요한 기본 개념인 엔탈피와 엔트로피의 개념을 만들었다. 이후 네른스트가 열역학 제3법칙을 발견하면서 오늘날의 열역학 법칙이 만들어졌다.
볼츠만은 슈테판-볼츠만 법칙을 통해 흑체의 단위 면적당 복사 에너지가 절대 온도의 4제곱에 비례함을 밝혔다. 또한 원자와 분자의 존재를 주장하였으며, 엔트로피를 로그를 이용해 확률로 설명하였다. 그리고 맥스웰-볼츠만 분포를 이용해 기체분자운동론을 설명하면서 오늘날의 통계역학의 기반을 마련하였다.
그리고 열에너지가 전혀 없는 온도를 기준으로 삼아 올라오는 절대 온도가 만들어졌다. 여기서 단위는 톰슨의 작위 이름인 '켈빈'을 따서 붙였다.

## 현대물리의 태동

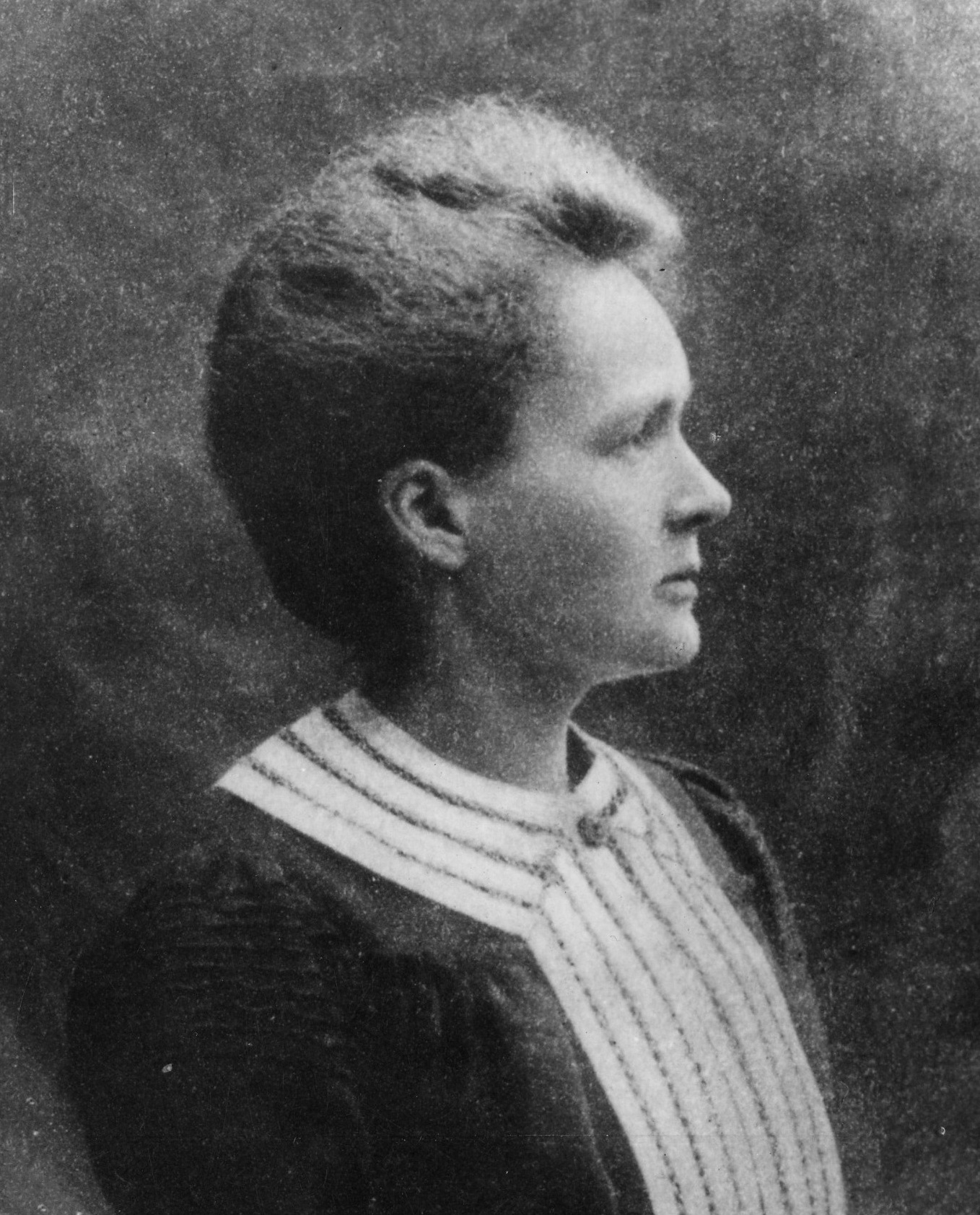
마리 퀴리 (1867-1934)

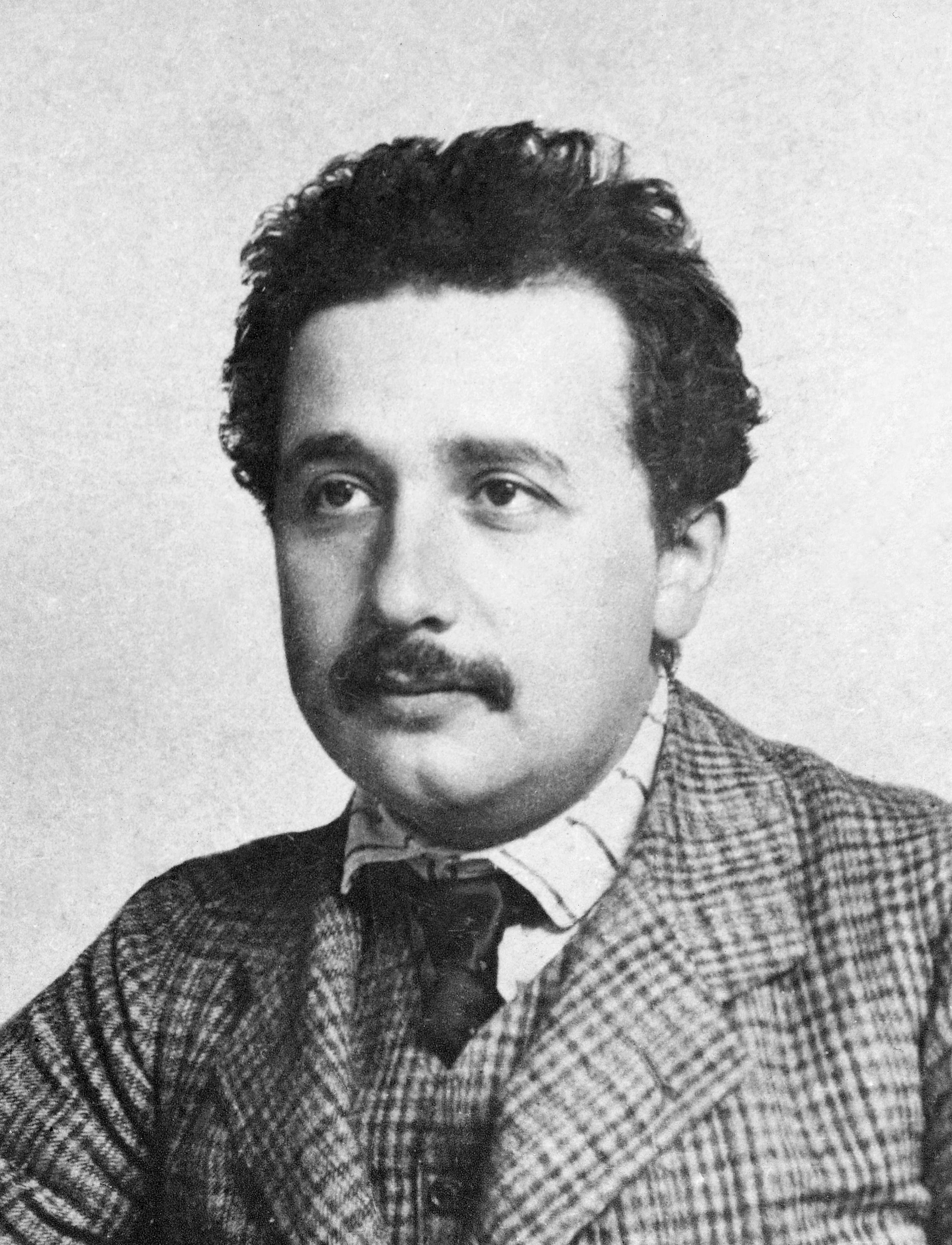
알베르트 아인슈타인 (1879-1955)

### 빛의 속도 측정
앨버트 마이컬슨과 에드워드 몰리는 에테르가 존재한다는 가정 하에 빛에 속도를 측정하기 위한 장치를 고안하였다. 1887년 실행하였던 마이켈슨-몰리 간섭계를 이용한 실험에서 지구의 회전과 에테르의 방향에 따른 빛의 속도를 측정하였다. 하지만 여기서 에테르의 영향을 확인하지는 못하였다. 당시의 과학자였던 로렌츠는 이러한 실험적 사실을 고전 전자기학을 통해 증명하기 위해 미봉가설을 제기하였다.

## 물리학의 혁명: 상대성이론과 양자역학

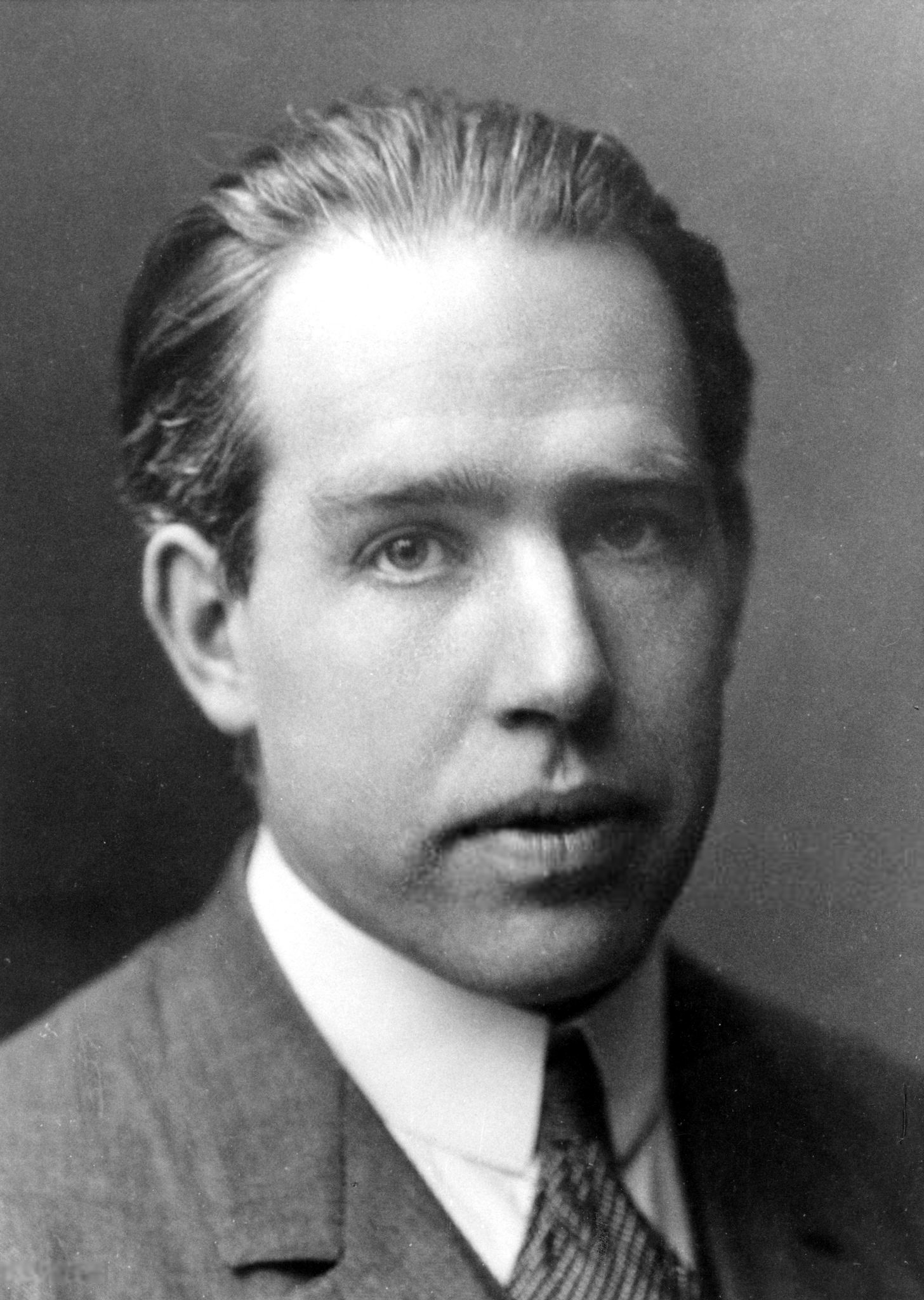
닐스 보어 (1885-1962)

### 아인슈타인의 특수 상대성이론
스위스 베른에서 특허국 직원으로 일하던 알베르트 아인슈타인은 1905년 특수 상대성이론을 제창하였다. 특수 상대성 이론의 시발점이 되었던 것은 움직이는 도체에 대한 전자기현상이 아이작 뉴턴의 고전역학과 모순되는 측면이 있다는 것이다. 아인슈타인은 움직이는 도체에 대한 비대칭성이 역학과 전자기학 사이에 문제를 불러일으킨다고 생각했다. 그 해결법으로 1905년 《움직이는 물체의 전기동역학에 관해서》라는 논문을 발표하였다. 이 논문에서 광속이 언제나 일정하므로 등속 운동하는 모든 물체는 고전 전자기학이 항상성 있게 적용된다는 새로운 시공 개념을 제시했다.

### 플랑크의 양자 가설
19세기 말 독일에서 많은 물리학자들은 전등의 필라멘트에서 방출되는 스펙트럼의 가시영역과 비가시영역에 대해 더 많은 정보를 얻기 위한 실험으로 복사 현상에 대해 연구하였다.
이 실험결과를 만족하는 새로운 이론을 제시한 것이 1900년 막스 플랑크였다. 아인슈타인이 광양자 가설을 제시하였던 것과는 다르게 막스 플랑크는 처음부터 빛은 입자로 되어 있다고 생각했고, 이때 플랑크는 흑체복사의 에너지가 특정한 상수(플랑크 상수)의 정수배가 되어야 한다는 이론을 제시하는데 이것은 훗날 불연속적인 에너지를 전제로 하는 양자역학의 시발점이 되었다.

### 아인슈타인의 광전 효과
아인슈타인의 또 다른 중요한 업적은 광전효과의 설명이다. 아인슈타인은 위의 플랑크의 가설을 이용하여 광전효과를 설명하였으며 그는 이것으로 노벨 물리학상을 받게 된다. 이에 아인슈타인이 빛을 입자로 설명하자 루이 드 브로이는 입자를 파동화한 물질파를 주장하였고 이것 역시 사실로 판명되면서 그도 노벨 물리학상을 받게 되었다.

### 보어와 원자론
닐스 보어는 1913년 어니스트 러더퍼드의 새로운 원자모형과 플랑크, 아인슈타인의 광양자 가설, 그리고 발머 계열 선스펙트럼 등을 이용하여 새로운 원자 모형을 제안하였다. 초기의 원자 모형은 입자를 정확히 나타낸다고 보기 어려웠기 때문에 과학자들에게 받아들여지지 않았다. 아르놀트 조머펠트가 수소 스펙트럼과 타원궤도 양자조건등을 도입한 이후에 수정된 보어의 원자론이 받아들여지게 된다. 조머펠트가 보어의 원자론을 수정한 후에도 수소 이외의 원자에 대해서는 실험에 의해 증명될 방법이 없었기 때문에 잘 설명되지 못하였다.

### 하이젠베르크의 불확정성 원리
1925년 베르너 하이젠베르크는 사고실험을 통하여 위치와 운동량이 동시에 정확하게 측정될 수 없음을 뜻하는 불확정성 원리를 주장하였다. 이것은 많은 물리학자들의 반감을 샀으나 닐스 보어를 비롯한 '코펜하겐 학파'로 불리는 이들이 이를 적용시켜 전자의 확률로서 설명되는 현대 원자 모형을 설명하게 되었다. 이 원리는 위의 두 개 뿐만 아니라 서로 바꿀 수 없는 두 개의 관측가능한 물리량에도 적용되어 오늘날 양자역학의 주요 사실 중 하나가 되었다.
양자역학의 수학적 공식화 이후로, 하이젠베르크의 불확정성 원리는 더욱 근본적인 양자역학 원리와 그 물리적 원리들의 수학적 구조를 통해 유도되는 성질로 알려졌다. 수학에서 두 변수 사이의 푸리에 변환에 대한 여러 성질들이 이미 알려져 있었는데, 양자역학을 통해 위치-운동량, 시간-에너지 등의 물리량의 짝이 서로 푸리에 변환 관계에 있다는 사실이 밝혀졌다. 따라서 푸리에 변환이 가진다고 알려진 수학적 성질을 양자역학에 적용하면
하이젠베르크의 불확정성 원리를 유도할 수 있다. 이 밖에도, 두 관측가능량이 비가환 연산자라는 사실과 양자역학의 확률적 해석을 통해 간단한 확률론적 사실들로부터 유도도 가능하다.

## 새로운 기초물리 이론

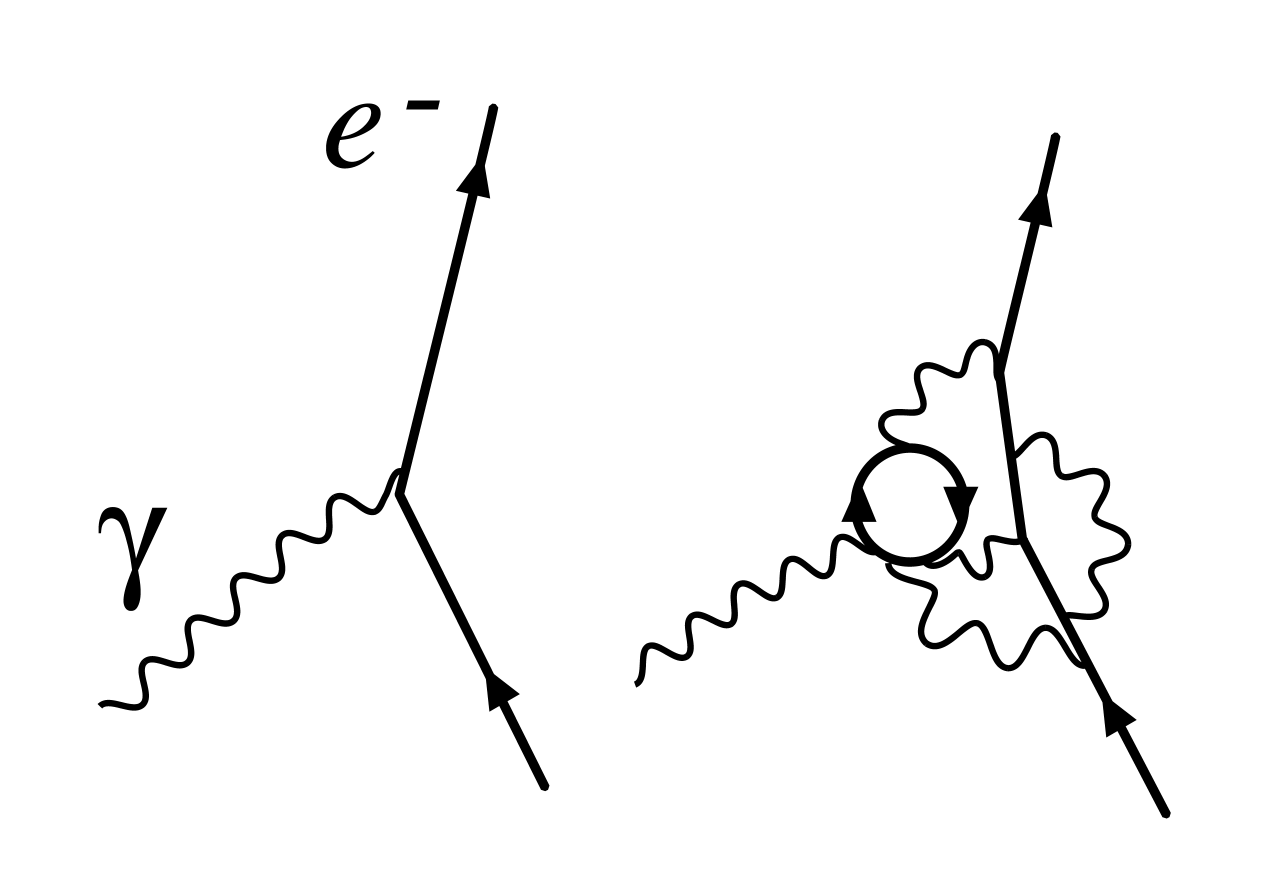
양자전기역학에서 재규격화 된 꼭짓점의 파인먼 도형.

19세기의 첨단 분석기법의 정밀도가 증가하면서 물리학에서는 물질의 근본적인 성질과 운동과 에너지의 보편적 법칙에 대한 더 많은 정의들이 만들어졌다. 음향학, 지구물리학, 천체물리학, 공기역학, 플라스마 물리학, 저온물리학, 고체물리학 등의 분야는 광학, 유체역학, 전자기학, 역학 등의 물리학 연구분야와 통합된 연구들을 하고 있다. 20세기에 와서 물리학은 전기, 항공 우주, 재료 공학 등의 분야와 공동연구를 하기 시작했다. 그리고 물리학자들은 학문을 위한 연구뿐만 아니라 정부와 기업 연구소에서도 활동하기 시작했다. 제2차 세계대전의 결과로 물리학자의 수는 급격히 증가하였고, 최근 십 수년 동안 물리학은 이전의 어떤 때보다 더 세계적인 범위의 연구가 진행되고 있다.

## 물리학사 연표

### 인명
| 인명           | 생애                                | 주요저서, 업적                                   |
| -------------- | ----------------------------------- | ------------------------------------------------ |
| 데모크리토스   | 기원전 460년 - 380년                | 고대 원자론 제창                                 |
| 아리스토텔레스 | 기원전 384년 - 322년                | 《의술청진법》, 《자연학》, 형식 논리학 수립     |
| 아르키메데스   | 기원전 287년 - 212년                | 《부체에 관하여》                                |
| 프톨레마이오스 | 83년 - 168년                        | 《알마게스트》, 《지리학》, 《아포텔레스마티가》 |
| 코페르니쿠스   | 1473년 2월 19일 - 1543년 5월 24일   | 1543 《천구의 회전에 관하여》                    |
| 갈릴레이       | 1564년 2월 15일 - 1642년 1월 8일    | 1632 《두 주된 세계 체계에 관한 대화》           |
| 데카르트       | 1596년 3월 31일 - 1650년 2월 11일   | 1641 《제1 철학에 관한 성찰》                    |
| 페르마         | 1601년 8월 17일 - 1665년 1월 12일   | 페르마의 원리 발견                               |
| 보일           | 1627년 1월 25일 - 1691년 12월 30일) | 1662 보일의 법칙 발견                            |
| 훅             | 1635년 7월 18일 - 1703년 3월 3일    | 훅 법칙 발견, 1665 《마이크로그라피아》          |
| 뉴턴           | 1643년 1월 4일 - 1727년 3월 31일    | 1687 《프린키피아》                              |
| 베르누이       | 1700년 2월 9일 - 1782년 3월 17일    | 1738 《유동체 역학》                             |
| 캐번디시       | 1731년 10월 10일 - 1810년 2월 24일  | 1789 캐번디시의 실험                             |
| 와트           | 1736년 1월 19일 - 1819년 8월 25일   |                                                  |
| 쿨롱           | 1736년 6월 14일 - 1806년 8월 23일   | 쿨롱의 법칙                                      |
| 라부아지에     | 1743년 8월 26일 - 1794년 5월 8일    | 화학반응에서 질량보존의 법칙 확립                |
| 볼타           | 1745년 2월 18일 - 1827년 3월 5일    | 1800 볼타 전지 발명                              |
| 샤를           | 1746년 11월 12일 - 1823년 4월 7일   | 1787 샤를의 법칙                                 |
| 돌턴           | 1766년 9월 6일 - 1844년 7월 27일    | 1803 원자설                                      |
| 아보가드로     | 1776년 8월 9일 - 1856년 7월 9일     | 1811 아보가드로의 법칙                           |
| 영             | 1773년 6월 13일 - 1829년 5월 10일   | 1807 자연철학 강의, 파동설                       |
| 앙페르         | 1775년 1월 20일 - 1836년 6월 10일   | 앙페르 회로 법칙                                 |
| 게뤼사크       | 1778년 12월 6일 - 1850년 5월 9일    | 1805 게이뤼삭의 법칙                             |
| 프라운호퍼     | 1787년 3월 6일 - 1826년 6월 7일     | 1814 프라운호퍼 선 발견                          |
| 옴             | 1789년 3월 16일 - 1854년 7월 6일    | 옴의 법칙                                        |
| 프레넬         | 1788년 - 1827년                     | 프레넬 렌즈                                      |
| 패러데이       | 1791년 9월 22일 - 1867년 8월 25일   | 1839, 1844, 전기에 관한 실험연구, 제1·2권        |
| 도플러         | 1803년 - 1853년                     | 1842 도플러 효과                                 |
| 줄             | 1818년 12월 24일 - 1889년 10월 11일 | 1840 줄의 법칙                                   |
| 헬름홀츠       | 1821년 - 1894년                     | 헬름홀츠 방정식                                  |
| 발머           | 1825년 5월 1일 - 1898년 3월 12일    | 발머 계열의 발견                                 |
| 맥스웰         | 1831년 6월 13일 - 1879년 11월 5일   | 1873 전기와 자기에 관한 논문                     |
| 뢴트겐         | 1845년 3월 27일 - 1923년 2월 10일   | 1888 X선 발견                                    |
| 헤르츠         | 1857년 2월 22일 - 1894년 1월 1일    | 광전효과발견                                     |
| 막스 플랑크    | 1858년 4월 23일 - 1947년 10월 4일   | 양자 이론의 창시자                               |
| 피에르 퀴리    | 1859년 5월 15일 - 1906년 4월 19일   | 방사능, 라듐연구                                 |
| 빈             | 1864년 1월 13일- 1928년 8월 30일    | 빈의 변위 법칙                                   |
| 마리 퀴리      | 1867년 11월 7일 - 1934년 7월 4일    | 방사능, 라듐연구                                 |
| 밀리컨         | 1868년 3월 22일 - 1953년 12월 19일  | 우주선에 관한 연구                               |
| 러더퍼드       | 1871년 8월 30일 - 1937년 10월 19일  | 러더퍼드 원자 모형                               |
| 아인슈타인     | 1879년 3월 14일 - 1955년 4월 18일   | 상대성이론, 브라운 운동, 광전효과                |
| 보어           | 1885년 10월 7일 - 1962년 11월 18일  | 코펜하겐 해석, 보어 모형                         |
| 슈뢰딩거       | 1887년 8월 12일 - 1961년 1월 4일    | 슈뢰딩거 방정식, 슈뢰딩거의 고양이               |
| 채드윅         | 1891년 10월 20일 - 1974년 7월 24일  | 중성자 발견                                      |
| 로런스         | 1901년 8월 8일 - 1958년 8월 27일    | 사이클로트론 발명                                |
| 하이젠베르크   | 1901년 12월 5일 - 1976년 2월 1일    | 불확정성 원리                                    |

### 주요사건
| 연대                                                                                 | 물리학사 |
| ------------------------------------------------------------------------------------ | --- |
| 기원전 600년경 기원전 400년경 기원전 250년경                                         | <그리스> 물리학이란 원자론 이고대시대부터존제하지는않는다 고려에서존제한다 <그리스> 데모크리토스, 고대 원자론 제창 <그리스> 아르키메데스, 아르키메데스의 원리, 지레의 원리 발견 |
| 150년경 1500년경                                                                     | <그리스> 프톨레마이오스, 천동설 및 지구가 구형임을 주장 <이탈리아> 레오나르도 다 빈치, 광학, 역학, 조류의 비행 등을 과학적으로 연구 |
| 1543 1583 1586 1600 1604 1609 1616 1620 1638                                         | <폴란드> 코페르니쿠스, 지동설 제창 <이탈리아> 갈릴레이, 진자의 등시성 발견 <네덜란드> 스테빈, 힘의 평행사변형법 발견 <영국> 길버트, 자석의 여러 성질 연구 <이탈리아> 갈릴레이, 물체의 낙하 법칙 발견 <독일> 케플러, 케플러 제1법칙(타원궤도의 법칙), 케플러 제2법칙(면적속도 일정의 법칙) 발표 <독일> 케플러, 케플러 제3법칙 발표(조화의 법칙) <네덜란드> 스넬리우스, 스넬의 법칙 발견 <이탈리아> 갈릴레이, 가속도 운동, 관성의 법칙 발견 및 동역학의 기초 확립 |
| 1643 1644 1665 1662 1666 1676 1678 1687 1724 1733 1738 1742 1752 1772 1785 1801 1814 | <이탈리아> 토리첼리, 토리첼리의 진공 발견 <프랑스> 데카르트, 운동량 및 운동량 보존 개념의 도입 <이탈리아> 그리말디, 빛의 회절 현상 발견 <프랑스> 수학자 피에르 드 페르마, 페르마의 원리 <영국> 뉴턴, 빛의 분산 발견 <덴마크> 뢰머, 목성의 위성 관측으로 광속 측정 <네덜란드> 하위헌스, 빛의 파동설 주장, 하위헌스 원리 발견 <영국> 뉴턴, 만유인력의 법칙 및 뉴턴의 운동 법칙 확립 <독일> 파렌하이트, 온도계의 눈금(화씨) 결정 <프랑스> 뒤페, 전기의 종류(＋,－) 확인 <스위스> 베르누이, 베르누이의 정리 발견 <스웨덴> 셀시우스, 온도계의 눈금(섭씨) 결정 <미국> 프랭클린, 번개의 본성 확인 <영국> 캐번디시, 정전기력에 관한 기초 연구 <프랑스> 쿨롱, 쿨롱 법칙 발견 <영국> 영, 빛의 간섭을 파동설로 설명 <독일> 프라운호퍼, 회절발로 빛의 파장 측정, 태양빛의 흡수 스펙트럼 발견 |
| 1820 1820 1822 1826 1831 1840 1842                                                   | <덴마크> 외르스테드, 전류의 자기 작용 발견 <프랑스> 앙페르, 앙페르 회로 법칙 발견 <프랑스> 프레넬, 빛의 회절 이론, 빛의 파동설 완성 <독일> 옴, 옴의 법칙 발견 <영국> 패러데이, 전자기 유도 법칙 발견 <영국> 줄, 전류의 열작용에 관한 줄의 법칙 발견 <독일> 마이어, 열의 일당량을 도입 <오스트리아> 도플러, 도플러 효과 발견 |
| 1847 1848 1849 1850 1855 1858 1859                                                   | <독일> 헬름홀츠, 에너지 보존 법칙 확립 <영국> 켈빈, 절대 온도의 개념 수립 <프랑스> 피조, 지상에서 광속 측정 <독일> 클라우지우스, 열역학 제2법칙 확립 <프랑스> 푸코, 맴돌이 전류 발견 <독일> 플뤼커, 음극선의 발견 <독일> 키르히호프, 스펙트럼 분석의 기초 확립 |
| 1864                                                                                 | <영국> 맥스웰, 전자기장의 기초 방정식 수립. 빛의 전자기파설 제창 |
| 1865 1874 1877 1879 1884 1885                                                        | <독일> 클라우지우스, 엔트로피 증가의 원리 확립 <영국> 크룩스, 음극선의 진행 방향과 자기장의 영향 발견 <오스트리아> 볼츠만, 열역학 제2법칙의 기초 확립 <오스트리아> 슈테판, 슈테판-볼츠만 법칙 발견 <미국> 토머스, 에디슨 효과(열전자 방출 현상) 발견 <스위스> 발머, 발머 계열의 공식 수립 |
| 1887 1888 1895 1896 1897                                                             | <독일> 헤르츠, 광전 효과 발견 <독일> 헤르츠, 전자기파의 존재를 실증 (전자기파의 속도 측정) <독일> 뢴트겐, X선 발견 <프랑스> 베크렐, 우라늄 광석의 방사능 발견 <영국> 톰슨, 음극선이 음의 전하를 가짐을 확인, 전자의 기초 개념 수립, 전자의 비전하 측정 |
| 1898 1900 1901 1905 1906 1911 1912                                                   | <프랑스> 마리 퀴리·피에르 퀴리, 라듐과 폴로늄 발견 <독일> 플랑크, 복사론·양자론의 기초 확립 <영국> 리처드슨, 열전자 방출 이론 수립 <미국> 아인슈타인, 광양자 가설 수립, 특수 상대성 이론 발표 <미국> 드 포리스트, 3극 진공관 발명 <네덜란드> 오너스, 수은의 초전도 현상 발견 <오스트리아> 헤스, 우주선 발견 |
| 1915 1919 1925 1927 1937                                                             | <독일> 수학자 에미 뇌터, 대칭성과 보존법칙에 대한 뇌터 정리 발표. <미국> 아인슈타인, 일반 상대성 이론 발표. 독일 수학자 다비트 힐베르트도 일반상대론을 이 해에 발표했다. <영국> 러더퍼드, 알파 입자로 원자핵의 인공 변환 <독일> 하이젠베르크, 양자역학의 기초 확립 <영국> 톰슨, 전자의 파동성 실증 <미국> 앤더슨, 뮤온 발견 |
| 1938 1942 1957 1979                                                                  | <독일> 한·슈트라스만, 우라늄 핵분열 발견 <미국> 페르미, 핵분열의 연쇄 반응을 지속시킴 <미국> 바딘·쿠퍼·슈리퍼, BCS 이론 발표 <미국> 와인버그·글래쇼 <파키스탄> 살람, 전기·약 작용 이론 발표 |
| 1981 1982 1983 1984                                                                  | <스웨덴> 시그반, 화학적 분석에 전자분광학 적용 <미국> 윌슨, 물질이 상전이와 임계현상에 대한 연구 <미국> 찬드라세카르·파울러, 별의 생성·소멸에 대한 이해 <이탈리아> 루비아, <네덜란드> 미어, W와 Z 보손 발견 이는 전기·약 작용 이론을 뒷받침함 |
| 1986 1987 1988 1989 1990 1991                                                        | <서독> 루스카·비니히, <스위스> 로러, 특수 전자현미경 개발 <서독> 베드노르츠, <스위스> 뮐러, 고온 초전도체 발견 <미국> 레더먼·슈워츠·스타인버거, 중성 미자의 정체 발견 <미국> 램지, 원자시계 개발, <독일> 파울, 패닝 트랩 개발 <미국> 프리드먼·켄달, <캐나다> 타일러, 쿼크의 발견 <프랑스> 젠, 분자의 형태를 규정하는 일반 법칙 발견 |
| 1992                                                                                 | <프랑스> 샤르팍, 입자가속기에서 아원자 입자를 검지하는 기구 발명 |
| 1993 1994 1995 1996 1997 1999                                                        | <미국> 헐스·테일러 2세, 쌍성 펄사 발견 <미국>슐, <캐나다> 브록하우스, 중성자 산란 기술 개발 <미국> 라인스·펄, 우주의 구성입자인 중성미자와 라우온 발견 <미국> 오셔로프·리·리처드슨, 초유동체 헬륨-3 발견 <미국> 추·코엔타누지·필립스, 레이저 냉각 포획 장치 개발 <네덜란드> 펠트만·엇호프트, 전기·약 작용의 역학적 구조 규명 |
| 2000 2000                                                                            | <러시아> 조레스 알표로프, <미국> 크뢰머, 복합 반도체 개발 <미국> 잭 킬비, 집적회로 개발 |
| 2001 2002 2003 2016                                                                  | <미국> 코넬, <독일> 케테를레, 보스-아인슈타인 응축 이론 실증 <미국> 데이비스 2세, <일본> 고시바, <이탈리아> 지아코니, 중성미자의 존재 입증, 우주의 X선원 발견 <미국> 레깃, 아브리코스프, <러시아> 긴즈버그, 초전도 및 초유체 현상 규명 <미국> 라이고과학협력단(LSC) 아인슈타인 일반상대성이론의 중력파 검출 성공 |

## 같이 보기
- 과학사
- 물리학자
- 노벨 물리학상
- 물리학자의 목록